# Máximo corazón
Máximo corazón é uma telenovela argentina produzida e exibida pela Telefe entre 26 de agosto de 2002 e 14 de março de 2003.
Foi protagonizada por Gabriel Corrado, Cecilia Dopazo e Valeria Bertuccelli e antagonizada por Jorge Marrale.

## Sinopse
A história começa quando Max Martinelli perde sua esposa ao completar o primeiro aniversário de casamento. Ela é atacada por criminosos e morre. Na dor, ele decide que o coração de sua esposa seja transplantado para Lujan, uma jovem mulher que desesperadamente precisava dele para continuar a viver.
A partir de transplante, Lujan começa a experimentar novas sensações e, portanto, surge a necessidade de saber quem é a pessoa que doou o coração. Assim, acaba conhecendo Max, por quem se apaixona.

## Elenco
- Gabriel Corrado como Máximo Martinelli.
- Valeria Bertuccelli como Luján Robledo de López Paz.
- Cecilia Dopazo como Olivia Minerva López Paz.
- Jorge Marrale como Arturo López Paz.
- Juan Manuel Tenuta como Américo Martinelli.
- Mabel Pessen como Flora Ramírez.
- Carola Reyna como Teresa Quinteros.
- Diego Peretti como Basilio Correa.
- Guido Kaczka como Pablo Mendoza.
- Julieta Cardinali como Carolina.
- Federico Olivera como Felipe Orlando Linares.
- Alejo Ortiz como Juanjo Almeida.
- Emilia Mazer como Lucila de Martinelli.
- Fabiana García Lago como Enfermera.